# Jannabi
 (juillet 2022).
La mise en forme du texte ne suit pas les recommandations de Wikipédia : il faut le « wikifier ».
Les points d'amélioration suivants sont les cas les plus fréquents. Le détail des points à revoir est peut-être précisé sur la page de discussion.
- Les titres sont pré-formatés par le logiciel. Ils ne sont ni en capitales, ni en gras.
- Le texte ne doit pas être écrit en capitales (les noms de famille non plus), ni en gras, ni en italique, ni en « petit »…
- Le gras n'est utilisé que pour surligner le titre de l'article dans l'introduction, une seule fois.
- L'italique est rarement utilisé : mots en langue étrangère, titres d'œuvres, noms de bateaux, etc.
- Les citations ne sont pas en italique mais en corps de texte normal. Elles sont entourées par des guillemets français : « et ».
- Les listes à puces sont à éviter, des paragraphes rédigés étant largement préférés. Les tableaux sont à réserver à la présentation de données structurées (résultats, etc.).
- Les appels de note de bas de page (petits chiffres en exposant, introduits par l'outil «  Source ») sont à placer entre la fin de phrase et le point final[comme ça].
- Les liens internes (vers d'autres articles de Wikipédia) sont à choisir avec parcimonie. Créez des liens vers des articles approfondissant le sujet. Les termes génériques sans rapport avec le sujet sont à éviter, ainsi que les répétitions de liens vers un même terme.
- Les liens externes sont à placer uniquement dans une section « Liens externes », à la fin de l'article. Ces liens sont à choisir avec parcimonie suivant les règles définies. Si un lien sert de source à l'article, son insertion dans le texte est à faire par les notes de bas de page.
- La présentation des références doit suivre les conventions bibliographiques. Il est recommandé d'utiliser les modèles {{Ouvrage}}, {{Chapitre}}, {{Article}}, {{Lien web}} et/ou {{Bibliographie}}. Le mode d'édition visuel peut mettre en forme automatiquement les références.
- Insérer une infobox (cadre d'informations à droite) n'est pas obligatoire pour parachever la mise en page.

Pour une aide détaillée, merci de consulter Aide:Wikification.
Si vous pensez que ces points ont été résolus, vous pouvez retirer ce bandeau et améliorer la mise en forme d'un autre article.
Jannabi (hangeul : 잔나비) est un groupe d'indie rock sud-coréen composé de quatre musiciens : Choi Jung-hoon, Kim Do-hyung, Jang Kyung-joon, et Yoon Kyul. Le groupe a été créé en 2012 et comportait à l'origine trois membres. L'effectif s'est ensuite étoffé avec les arrivées dans le groupe de Jang Kyung-joon et Yoon Kyul. Après le départ de Young-hyun en 2019, Jannabi comporte désormais quatre membres.
Le groupe a présenté son premier EP, See Your Eyes, en 2014, ainsi que deux albums : Monkey Hotel (2016) et Legend (2019). Jannabi a été nommé dans la catégorie « Meilleur album de Rock moderne » (« Best Modern Rock Album ») à l'occasion des Korean Music Awards (en) 2020. Le groupe a remporté les prix de la « Chanson de l'année » (« Song of the Year (Daesang) ») et de la « Meilleure chanson Rock moderne » (« Best Modern Rock Song ») lors de cette même édition des Korean Music Awards 2020 grâce à leur titre For Lovers Who Hesitate.

## Biographie

### Avant 2012: Parcours d'étudiants et rencontre
Choi Jung-hoon a connu très jeune Jang Kyung-joon car ils fréquentaient la même école élémentaire (Bundang Elementary School). Par la suite, ils entrent tous les deux à la Seohyeon Middle School, et jouent travaillent ensemble leur instrument lors de activités proposées par l'école. Choi Jung-hoon est le premier à entendre parler du guitariste Kim Do-hyung qui postait sur internet des vidéos de ses compositions personnelles. Les qualités de compositeur de Kim Do-hyung ont plu à Choi Jung-hoon. Kim Do-hyung rejoindra alors Choi Jung-hoon etJang Kyung-joon au lycée quelque temps plus tard (« Senior High School »). À cette époque, ils donnent un concert dans leur quartier Bundang Park dans le cadre des activités du lycée.
Après l'obtention de leur diplôme, Choi Jung-hoon et Jang Kyung-joon choisissent de poursuivre leurs études dans différentes facultés, contrairement à Kim Do-hyung. Cependant, ils restent déterminés à trouver rapidement un contrat avec une grande société de divertissement.
Kim Do-hyung and Jang Kyung-joon rejoignent alors le groupe Yanghwajin (양화진) qui seras dissout l'année suivante. Choi Jung-hoon obtient quant à lui un premier contrat stagiaire avec FNC Entertainment. Mais Choi réalise que sa créativité est restreinte par les règles de la compagnie et que ses idées musicales étaient différentes de celles de la société de divertissement. Il décide donc de quitter FNC Ent

### 2012-2013: Formation du groupe et participation àSuperStar K5
À l'âge de 20 ans, Kim Do-hyung fait la connaissance du pianiste Yoo Young-hyun sur les recommandations d'un ami, et le présente à Choi Jung-hoon. Choi Jung-hoon, Kim Do-hyung et Yoo Young-hyun décident alors de former un groupe de rock appelé Jannabi, qui signifie papillon (ou singe en vieux argot coréen).
Pour se faire connaître, le groupe participe à l'émission TV Superstar K 5 (en), la nouvelle saison du show démarrant le 16 août 2013. Alors que Kim Do-hyung et Yoo Young-hyun ont été éliminées, ils encouragent Choi Jung-hoon à continuer l'aventure, qui préférait être sorti avec le reste du groupe plutôt que de rejoindre le groupe Plan B pour continuer son parcours dans l'émission. Finalement, Plan B, incluant Choi Jung-hoon qui avait finalement accepté de les rejoindre, seras éliminé au deuxième tour des finales, finissant à la 7e place.

### 2014: Premiers projets
Le 28 avril 2014, Jannabi sort son premier single Rocket, sorti finalement sous le nom de LOVE, qu'ils ont développé au cours de sessions ouvertes au public, notamment au GOGO2 underground club
LOVE devait sortir à l'origine le 18 avril. Cependant, le 16 avril, soit deux jours avant sa sortie, le tragique Naufrage du Sewol se produit et affecte tout le pays. Jannabi, exprimant leurs sincères condoléances aux victimes et aux familles, décident de retarder la sortie du single. Cette première chanson au style très riche présente des changements de rythmiques et d'ambiance fréquents et instantanés, passant de sonorités folk rock sur une rythmique reggae, à des passages rappelant la musique de Queen. L'utilisation rythmique du piano et les cuivres donnent de la profondeur au son, tandis que la guitare électrique amène une couleur plus Rock.
Le 28 août de la même année, le groupe présente son deuxième single Pole Dance, incluant les titres Pole Dance et Did You Ever Love Me. Ces deux titres emmènent le son du groupe vers des sonorités plus funk, avec une assise rythmique plus Groove.
Le 29 octobre 2014 sort November Rain, troisième single du groupe, une ballade sensible aux sonorités folk rock et aux harmonies modernes et travaillées qui confère au groupe une réelle identité sonore. Jannabi performe alors pour la seconde fois au Hongdae Club Ta,.
Ils reçoivent le prix de la « Révélation de l'année » (« New Artist of the Year ») au Pentaport Rock Festival et figurent dans le top 10 au Hongdae Gayo Festival.
Le 16 décembre 2014, Jannabi sors son premier EP See Your Eyes. Le titre phare See Your Eyes est dédié à une femme blessée en amour. C'est une chanson qui exprime le regret d'un homme pour son comportement irresponsable. Ce projet, dans la lignée du titre November Rain, confirme l'orientation artistique du groupe.

### 2015: Arrivées de Kyung-joon et Yoon Kyul, écriture deBOpour desdramas coréens
Le bassiste Jang Kyung-joon et le batteur Yoon Kyul se joignent officiellement au groupe.
Le 4 juillet 2015, Jannabi donne son quatrième concert solo Fire au Hongdae Rolling Hall.
Le 9 octobre, le groupe dévoile Cuckoo la bande originale du dramas Second 20s (en).
Le 25 novembre, Jannabi donne son cinquième concert solo CHANGE au Hyundai Card.
Le groupe réalise également trois autres compositions originales pour les programmes Ex-girlfriend club, Dear my friend, et Drinking solo, et seras alors surnommé « TVN civil servants » après leurs contributions à ces dramas,,.
Enfin, Jannabi reçoit le prix « Green Rookie Friend » du Greenplugged Festival.

### 2016:Monkey Hotel
En juin, Jannabi s'associe au groupe EXID pour le titre L.I.E(JANNABI REMMIX).
Le 18 juin 2016, sixième concert solo MONKEY HOTEL à l'occasion de la célébration de la sortie de leur premier album MONKEY HOTEL. L'album MONKEY HOTEL sortira finalement le 4 août après plusieurs reports.
Le 12 octobre, le groupe est invité au « MBC's special TV show DMC Festival », l'occasion pour eux d'attirer l'attention du public ; « Jannabi » devient pendant l'émission le mot clé le plus recherché en temps réel sur le moteur de recherche Naver, une première pour le groupe.
Le 18 décembre, le groupe donne son 7e concert solo et 1er « year-end » concert : JANNABI and THE NEW WORLD.

### 2017:She(Hidden Track NO.V January)
Le 5 janvier 2017, Yoon Jong-shin X Jannabi est diffusé en live sur la chaîne Naver VLIVE (en) Hidden Track NO.V, où chaque mois des artistes célèbres coopèrent avec d'autres artistes qu'il souhaitent recommander au public. Le groupe a donc été choisi pour le Hidden Track NO.V du mois de janvier 2017. Choi Jung-hoon a expliqué par la suite que cette était dû au travail acharné sur la Naver Musician League depuis le printemps 2014 : « Nous avons publié des vidéos sur la Musician League pour être sélectionnés, puis nous avons intégré le top 100 et avons eu une grande chance. ». Le 24 janvier, Jannabi participe à un concert au Hyundai Card’s Understage à Itaewon avec Yoon Jong-shin, devant 300 spectateurs. Ce concert intitulé Live to unlock Yoon Jong-shin X Jannabi est diffusé en direct sur la chaîne Naver VLIVE (en) Hidden Track NO.V.
Le 15 juin, Jannabi le 8e concert solo du groupe, Stop, look and listen, se déroulant au Samsung Hall de l'Université pour femmes Ewha, est complet en seulement 2 minutes. Il se classe au premier rang des taux de réservation dans le secteur indépendant avec 50,5% de parts de marché. Un journaliste de l'OSEN définit les membres de Jannabi comme des « band idols) ». Les 15 et 16 juillet, Jannabi performe un total de 26 titres en 150 minutes pendant les concerts Stop, look and listen, dont le thème était « l'opéra abandonné » (abandoned opera house).
Le 29 août, le groupe annonce la sortie du titre She, joué pour la première fois durant le concert Live to unlock Yoon Jong-shin X Jannabi. Le single sortira le 9 septembre, après un an sans avoir sorti de nouvelles chansons.
Les 30 et 31 décembre, Jannabi performe pour leur deuxième concert de fin d'année et neuvième concert solo FANTASTIC OLD-FASHIONED

### 2018:Good Boy Twistet collaborations
Jannabi annonce sur son compte Instagram officiel qu'ils souhaiteraient publier une ré-édition de leur premier album intitulée MONKEY HOTEL Special Edition avant la fin du premier semestre de 2018. Cet album incluant des versions démo inédites et un livre de paroles
Le 13 août, Jannabi publie le single Good Boy Twist (hangeul : 굿보이 트위스트)
Le groupe collabore également avec d’excellents artistes en cette année 2018. Le premier étant Lilac(Feat.Choi Jung-hoon of Jannabi) sur l'EP de l'artiste Changmo The Moment of Contact, et le second As You Walk Along The Street pour le sixième album studio de Lee Moon-sae, Between Us.
Le single Made In Christmas, en collaboration avec AKMU Lee Su-hyun, sort le 21 décembre. Grâce notamment à la popularité de Lee Su-hyun (et le fait qu'elle n'avait pas sorti de nouvelles chansons depuis un an), la collaboration a attiré l'attention du public. Made In Christmas s'est rapidement hissé dans le top 100 des « Melon real-time chart ». Jannabi annonce sur son compte instagram officiel : « Jannabi entre enfin dans le top 100 des « Melon charts »! (les papillons (en référence au nom du groupe) sont vingtièmes). Merci a tout les fans qui nous ont permis d'atteindre ce jour glorieux. On aimerait écrire l'histoire avec nos fans. »

### 2019:LENGEND
Jannabi est présent dès le mois de janvier 2019 avec une reprise du chanteur Yoon Jong-shin's, Like When We First Meet.
Le 13 mars, le groupe sort son deuxième album ''LEGEND. Le single phare For Lovers Who Hesitate rencontre un franc succès, se classant numéro 1 des « Melon charts ».

### 2020
Jannabi été retenu comme finaliste dans la catégorie « Meilleur album de Rock moderne » (« Best Modern Rock Album ») à l'occasion des Korean Music Awards (en) 2020. Le groupe a remporté les prix de la « Chanson de l'année » (« Song of the Year (Daesang) ») et de la « Meilleure chanson Rock moderne » (« Best Modern Rock Song ») lors de cette même édition des Korean Music Awards grâce à leur titre For Lovers Who Hesitate .
Le critique musical Jang Min-Jae écrira à leur sujet « For Lovers Who Hesitate, le titre majeur de l'album Legend, a ouvert cette année une nouvelle voie dans la pop coréenne ».

## Le groupe

### Label
En tant que groupe indépendant, Jannabi écrivent, composent et produisent leurs albums eux-mêmes. Depuis leur formation en 2012, ils ont respecté les règles, c'est pour cela que le nombre de copies de leurs albums est limité.

### Influences
Le groupe a cité Queen, Simon & Garfunkel, Sanulrim, The Beatles comme leurs musiciens favoris. Ils se présentent sous la typologie « Group Sound » plutôt que « Band », en référence au mot clé « Group Sound » qui était utilisé pour désigner les groupes de Rock coréen des années 1960 et 70.
« Hello! We are Group Sound Jannabi ».

### Membres
| Nom                | Nom           | Date de naissance                                         | Études               | Rôle                                             |
| ------------------ | ------------- | --------------------------------------------------------- | -------------------- | ------------------------------------------------ |
| Nom (romanisation) | Nom (hangeul) | Date de naissance                                         | Études               | Rôle                                             |
| Choi Jung-hoon     | 최정훈        | 10 mars 1992 Corée du Sud Seongnam Bundang-gu             | Kyung Hee University | leader, chanteur, record producteur, compositeur |
| Kim Do-hyung       | 김도형        | 17 avril 1992 Corée du Sud Seongnam Bundang-gu            |                      | guitariste, choriste, compositeur                |
| Jang Kyung-joon    | 장경준        | 12 octobre 1992 Corée du SudSeongnam Bundang-gu           | Université Dong-A    | bassiste                                         |
| Yoon Kyul          | 윤결          | 15 juin 1992 Corée du Sud South Gyeongsang Hamyang County | Université Dong-A    | batteur, percussionniste                         |

Le pianiste Yoo Young-hyun a volontairement quitté le groupe le 24 mai 2019 après avoir reconnu avoir été impliqué dans une controverse sur la violence à l'école.

## Discographie

### Albums studios
| Titre         | Détails de l'album                                                                              | Meilleure position | Ventes   |
| Titre         | Détails de l'album                                                                              | KOR                | Ventes   |
| ------------- | ----------------------------------------------------------------------------------------------- | ------------------ | -------- |
| Monkey Hotel  | Version originale - Sortie : 4 août 2016 - Label : Peponi Music - Format : CD, digital download | 41                 | - 1 041  |
| Monkey Hotel  | Édition spéciale - Sortie : 2 mai 2018 - Label: Peponi Music - Format : CD, digital download    | 10                 | - 9,601  |
| Legend (전설) | - Sortie : 13 mars 2019 - Label : Peponi Music - Format : CD, digital download                  | 7                  | - 15,457 |